# (1208) Troïle
Pour les articles homonymes, voir Troïlus (homonymie).
(1208) Troïle est un astéroïde troyen de Jupiter découvert le 31 décembre 1931 par Karl Reinmuth à Heidelberg.

## Caractéristiques
Il partage son orbite avec Jupiter autour du Soleil au point de Lagrange L5, c'est-à-dire qu'il est situé à 60° en arrière de Jupiter.
Les calculs d'après les observations de l'IRAS lui accordent un diamètre d'environ 103 kilomètres.
Son nom fait référence à Troïle, le prince troyen. Sa désignation provisoire était 1931 YA.